# Joseph Joestar
Joseph Joestar  (ジョセフ ジョースタ Josefu Jōsutā?), también apodado "JoJo", es un personaje ficticio de la serie de manga "JoJo's Bizarre Adventure", ilustrada por Hirohiko Araki. Es el protagonista de la parte 2, "Battle Tendency", además de tener papeles importantes en la tercera y cuarta parte. Es el hijo de George Joestar II y la maestra del Hamon, Elizabeth Joestar, conocida como Lisa Lisa. Es también el abuelo de Jotaro Kujo, el protagonista de la parte 3, "Stardust Crusaders". Después de su nieto, es el JoJo con más apariciones en el transcurso de las distintas partes narrativas (de la parte 2, "Battle Tendency", hasta la parte 4, "Diamond is Unbreakable"), además de también hacer apariciones en videojuegos basados en el manga.

## Biografía ficticia

### Battle Tendency
Joseph era un bebé cuando quedó huérfano, ya que su padre fue asesinado por un zombi sirviente de DIO que sobrevivió y su madre (tras matar al ser que asesinó a su padre) huyó. Su madre era la bebé que salvó Erina Pendleton del barco antes de que este explotara, la bebé había sido entregada a Straizo y había sido entrenada en el arte del Hamon toda su vida, esta mujer era Elizabeth Joestar, conocida principalmente como Lisa Lisa, pero Joseph no sabría que es su madre hasta el final de la Parte 2.
JoJo era un joven de 18 años, muy grande y musculoso, su abuela Erina lo había criado desde bebé. Pero JoJo no era un chico normal, él tenía un ingenio y astucia anormalmente grandes además de que poseía la habilidad del Hamon desde muy pequeño, heredada de su abuelo Jonathan Joestar.
JoJo y Erina eran británicos que habían decidido ir a vivir a Estados Unidos, durante la Segunda Guerra Mundial, ahí JoJo conoció a Smokey mientras éste trató de robarle la billetera, luego se convierten en amigos.
Mientras tanto, Speedwagon, a quién JoJo llamaba 'abuelo' de cariño, se encontraba financiando una excavación por medio de su compañía Speedwagon cuando descubrieron algo aterrador, un hombre petrificado y con varias Máscaras de piedra a su alrededor, Speedwagon reconoció las Máscaras al instante, era de las mismas que había sido utilizada por Dio años atrás, por eso Speedwagon contactó a un ya viejo Straizo que cuando llegó a la zona, traicionó a Speedwagon y asesinó a los demás para quedarse con la Máscara y recuperar su juventud. Los nazis encontraron a Speedwagon moribundo y al hombre del pilar petrificado y se los llevaron.
Straits deseaba asesinar a JoJo para que nadie se interpusiera en su camino a la dominación mundial, así que lo buscó para matarlo, pero JoJo ya lo esperaba y tras un combate, Straizo le reveló a JoJo lo que había pasado con Speedwagon y luego se suicidó.
JoJo fue en busca de Speedwagon a una base nazi en México donde conoció a Rudol von Stroheim y al primer Hombre del Pilar, Santana. Tras vencer a Santana gracias al sacrificio de Stroheim, JoJo se llevó a Speedwagon. Pero ahora debía enfrentar una amenaza peor, los demás Hombres del Pilar.
Santana solo era un peón, los demás, Wammu, Esidisi y Kars eran prácticamente dioses. JoJo necesitó la ayuda de Caesar Anthonio Zeppeli, nieto de Will A. Zeppeli para encontrar a Lisa Lisa, una maestra del Hamon y ser entrenados hasta alcanzar un alto nivel para detener a los Hombres del Pilar.
Tras en largo entrenamiento con Lisa Lisa y Caesar en la isla de Supplena (donde también conoció a su futura esposa, Suzie Q), JoJo estaba listo para detener a los Hombres del Pilar y evitar que consiguieran la Piedra Roja de Aja, una gema que les daría el poder absoluto. Y cuando los Hombres del Pilar fueron a la isla donde estaban entrenando JoJo y Caesar para quitarles la Piedra Roja de Aja, JoJo debió enfrentar a Esidisi, quien tras varios otros encuentros murió.
JoJo se encontró de nuevo con Stronheim, ahora convertido en cyborg gracias a la alta tecnología alemana. Lograron detener a Kars en su intento por tomar nuevamente la Piedra Roja de Aja.
En un intento desesperado de Caesar por derrotar a los Hombres del Pilar en su propio terreno, Caesar murió, asesinado por Wammu. JoJo ahora tenía una razón más para eliminarlos, el honor de su amigo.
JoJo y Lisa Lisa retaron a Wammu y Kars a un duelo por la Piedra Roja de Aja, éstos aceptaron. En una carrera mortal a carreta, JoJo logró matar a Wammu tras una intensa batalla. Kars deshonró el acuerdo y atacó a Lisa Lisa cobardemente, además consiguió la Piedra Roja de Aja y se convirtió en un ser perfecto, capaz de imitar todas las habilidades de los animales del planeta. Nada podía detener a Kars, hasta que a JoJo se le ocurrió la idea de "sólo la naturaleza puede acabar con la naturaleza" y guío a Kars a un volcán donde empezaron a pelear, Kars le cortó la mano izquierda a JoJo y entonces el volcán hizo erupción, y los elevó en una roca gigante hacia el cielo y cuando todo estaba perdido para JoJo, su brazo cortado voló gracias a la explosión desde el suelo hasta clavarse en la garganta de Kars, quien perdió el control y se elevó hasta el espacio, donde se convirtió en piedra y vagó por el resto de la eternidad, vivo eventualmente Kars dejó de pensar.
Todos creían que JoJo había muerto en la erupción pero no fue así, sobrevivió y regresó a la isla de Supplena para que Suzie Q tratara sus heridas, pero ella olvidó comunicarle a sus familiares que se encontraba vivo, JoJo apareció en su propio funeral. Fue explicado que Lisa Lisa era su madre. Años después Erina y Speedwagon fallecieron, Joseph y Suzie Q se casaron y tuvieron una hija, Holly Joestar quien se casó con un japonés y tuvieron un hijo llamado Jotaro Kujo en Japón, el nieto de Joseph pasaba por un problema, por lo que Holly le pide ir a Japón, a la edad de 69 años, una nueva aventura empieza para Joseph Joestar.

### Stardust Crusaders
Joseph viaja a Japón para resolver un problema con su nieto, Jotaro Kujo, quien afirma estar poseído por un espíritu maligno. Joseph confirma que no es así, sino que Jotaro ha despertado a su Stand, que es la manifestación espectral del alma. Todo esto gracias a que DIO despertó de su sueño. Holy cae enferma ya que no puede controlar su Stand y la única forma de salvar su vida es matando a DIO. Por lo que Joseph, Jotaro y Avdol se dirigen a Egipto a matarlo.
Joseph había despertado su Stand hace poco también, Hermit Purple es un Stand que se asemeja a una enredadera morada con espinas alrededor de su brazo que le permite tener visiones por medio de un dispositivo ya sea cámara o televisores. Joseph con la ayuda de Star Platinum de Jotaro encuentran la ubicación de DIO.
En el camino encuentran poderosos aliados y enemigos. Se unen a su equipo el estudiante japonés Noriaki Kakyoin, el francés Jean Pierre Polnareff y el perro Iggy.
Tras muchas desventuras, combates peligrosos y enemigos formidables, luego de 50 días de haber empezado su viaje, al fin llegan a Egipto y encuentran a DIO, pero éste (tras una pelea) asesina a Joseph y absorbe su sangre para convertirse en Ultimate DIO un vampiro súper poderoso que ya está conectado al 100 % con el cuerpo que le robó a Jonathan 100 años atrás.
DIO es asesinado por Jotaro y la sangre que le quitó a Joseph es transferido de vuelta a él, con la ayuda del Stand de Jotaro,y así le devuelve la vida a Joseph.

### Diamond Is Unbreakable
Once años han pasado tras la batalla contra DIO, y Jotaro debe viajar a Japón a buscar al hijo ilegítimo de su abuelo Joseph, Josuke Higashikata, producto de un amorío que Joseph tuvo con una joven japonesa llamada Tomoko Higashikata, a quien abandona posteriormente sin tener conocimiento de que había tenido un hijo con ella, priorizando su matrimonio y sin interés en volver a ver a Tomoko.
Joseph aparece muy anciano, incapaz de valerse por sí mismo. Joseph se ve envuelto en la lucha entre Akira Otoishi, y se vuelve el objetivo de Akira el cual lo busca para atacarlo con su stand Red Hot Chilli Pepper.
Akira lo encuentra en el barco del cual venia de América, pero ahí ya se encontraba Okuyasu el cual mediante un trabajador de la fundación Speedwagon se da cuenta de que había un infiltrado en el barco y golpea a Akira de manera aleatoria así salvando a Joseph.
Al bajar del barco se encuentra con Josuke Higashikata, con el cual luego se encuentra a una bebé con un Stand que le permite volverse invisible, la madre de la bebé nunca apareció, así que Joseph la adoptó y la nombró Shizuka Joestar.